# Veaceslav Iordan
Varceslav Iordan (Chircăreşti, Distrito de Căușeni, 12 de junio de 1966) es un político de Moldavia, que ejerció como alcalde interino de Chisináu entre enero y junio de 2007.
En 2003 asumió como vicealcalde interino tras las elecciones del 12 de abril, en las que triunfó con el Partido de los Comunistas de la República de Moldavia. 
El 25 de enero de 2007, tras la renuncia de Vasile Ursu, asumió como alcalde interino de Chisináu. En las elecciones locales del 3 de junio de 2007, Veaceslav Iordan obtuvo el 27,62% de los votos, con solo un tres por ciento más que el primer candidato Dorin Chirtoacă, y en la segunda vuelta celebrada el 17 de junio de 2007, dada a la coalición de los mayoría de los partidos de oposición, obtuvo sólo el 38,83% de los votos y perdió las elecciones.